# Controesempio
In logica, e più in generale in matematica un controesempio è un fatto particolare che dimostra che una certa congettura generale è falsa.
Costruire esplicitamente un controesempio è il metodo più naturale ed efficace per confutare dei teoremi. Ad esempio, consideriamo l'affermazione seguente: "tutti i gatti sono neri". Questa affermazione è indubbiamente falsa, ma come facciamo a dimostrarlo? Semplicemente, mostrando al mondo l'esistenza di un gatto di un altro colore.
Questo esempio, a prima vista banale, si estende in tutti gli ambiti della matematica, a vari livelli. Per esempio, molte congetture famose sono asserzioni che valgono in una certa generalità: ad esempio la congettura di Fermat (dimostrata da Andrew Wiles nel 1995) sostiene che:
non esistono soluzioni intere positive all'equazione: {\displaystyle a^{n}+b^{n}=c^{n}} per  {\displaystyle n>2}.
Un controesempio per questa congettura sarebbe una terna di numeri {\displaystyle a}, {\displaystyle b} e {\displaystyle c}, e un altro intero {\displaystyle n>2} che soddisfino questa relazione.
I matematici che si trovano di fronte una congettura, o più generalmente un problema di cui non sanno la soluzione, hanno generalmente davanti a sé due strade percorribili: tentare di dimostrarla, o cercare un controesempio (e in questo caso l'utilizzo intensivo di computer può essere di grande aiuto). Addirittura per alcuni matematici (i cosiddetti intuizionisti), un controesempio è l'unico modo per poter dimostrare la falsità di un teorema dove le configurazioni possibili da verificare sono infinite.

## Esempio
Proviamo, per esempio, a dimostrare che:
per ogni numero reale positivo vale  {\displaystyle 2^{n}+n^{3}\geq n^{n}}
è falsa. Con {\displaystyle n=1} la proposizione è vera, ma, se proviamo con un altro numero, come {\displaystyle n=10}, si ottiene:
{\displaystyle 2^{10}+10^{3}\geq 10^{10}\ \ \Rightarrow \ \ 2024\geq 10000000000}
che è evidentemente falso. Il controesempio ci dice che il teorema, in generale (cioè estendendo il concetto a tutto l'insieme), non vale per tutti i numeri reali positivi.